# ألكساندروس روبي
ألكساندروس روبي هو لاعب كرة قدم يوناني، ولد في 20 أغسطس 2002 في أثينا في اليونان.